# Manduca carolina
Manduca carolina är en fjärilsart som beskrevs av Donovan 1806. Manduca carolina ingår i släktet Manduca och familjen svärmare. Inga underarter finns listade i Catalogue of Life.